# Rubén Michavila
Rubén Michavila Jover (né le 11 mai 1970 à Barcelone) est un joueur de water-polo espagnol.

## Carrière sportive
Il a été médaille d'argent lors des Jeux olympiques de 1992 dans sa ville natale.